# Мороз (озеро, Манитоба)
Мороз — озеро в Канаде. Расположено в провинции Манитоба, в юго-восточной части страны, в 1900 км к западу от столицы страны — Оттавы. Находится на высоте 607 метров над уровнем моря. Самая высокая точка поблизости — 625 метров над уровнем моря, находится в 1,2 км к северо-востоку от озера Мороз. Площадь озера составляет 0,58 км². Оно простирается на 1 километр в направлении север—юг и на 1,3 километра в направлении восток—запад.
Озеро входит в бассейн реки Нельсон.
Территория вокруг озера состоит в основном из сельскохозяйственных угодий. Окрестности озера очень малонаселённые, на 1 квадратный километр приходится всего 2 жителя.
Район озера входит в гемибореальную климатическую зону.
Среднегодовая температура в районе озера составляет +1 °C. Самый жаркий месяц — июль, когда средняя температура составляет +18 °C, самый холодный — январь с температурой −18 °C.
| Климатограмма озера Мороз                            | Климатограмма озера Мороз | Климатограмма озера Мороз | Климатограмма озера Мороз | Климатограмма озера Мороз | Климатограмма озера Мороз | Климатограмма озера Мороз | Климатограмма озера Мороз | Климатограмма озера Мороз | Климатограмма озера Мороз | Климатограмма озера Мороз | Климатограмма озера Мороз |
| ---------------------------------------------------- | ------------------------- | ------------------------- | ------------------------- | ------------------------- | ------------------------- | ------------------------- | ------------------------- | ------------------------- | ------------------------- | ------------------------- | ------------------------- |
| Я                                                    | Ф                         | М                         | А                         | М                         | И                         | И                         | А                         | С                         | О                         | Н                         | Д                         |
| 0 −15 −21                                            | 0 −15 −19                 | 0 −6 −14                  | 0 9 −5                    | 0 20 2                    | 0 23 10                   | 0 23 14                   | 0 23 12                   | 0 18 7                    | 0 10 −4                   | 0 0 −11                   | 0 −15 −19                 |
| Температура в °C • Сумма осадков в мм Источник: NASA |                           |                           |                           |                           |                           |                           |                           |                           |                           |                           |                           |